# Anton Löhnert
Anton Adolf Löhnert (* 17. Juni 1906 in Wolfsberg, Königreich Böhmen; † 4. April 1975 in Ravensburg) war ein sudetendeutscher SS-Untersturmführer und Referent für Zwangsarbeitslager im Stab der SSPF Galizien.

## Leben
Anton Löhnert war Sohn eines Fabrikarbeiters. Er absolvierte eine kaufmännische Lehre in einem Anwaltsbüro und danach arbeitete er als Kaufmann. Von 1924 bis 1933 war er in der völkischen Jugendbewegung tätig. Von 1926 bis 1928 diente er in der tschechischen Armee. Im Jahre 1930 wurde er Mitglied der DNSAP. Von 1933 bis 1938 wurde er in der Bezirks- und NS-Kreisleitung der Sudetendeutschen Partei eingesetzt. Im Jahre 1938 war er Führer des Freiwilligen Schutzkorps im Bezirk Troppau. Am 31. Dezember 1938 beantragte er die Aufnahme in die NSDAP und wurde rückwirkend zum 1. November desselben Jahres aufgenommen (Mitgliedsnummer 6.684.899). Zur selben Zeit schloss er sich der SS an (SS-Nummer 361.909). Anschließend wurde er in die Waffen-SS eingezogen und von 1939 bis 1941 war er Ausbilder beim 14. SS-Totenkopfregiment im KZ Buchenwald. Im April 1941 wurde er nach Warschau kommandiert, wo er mit dem 4. SS-Totenkopfregiment nach der Einnahme von Grodno eingesetzt wurde. Im August 1941 hatte er einen Autounfall. Ab 17. November war er Juden- und ZAL-Referent im Distrikt Galizien. Löhnert wurde wegen des Aufbaus der Zwangsarbeitslager im Distrikt Galizien besonders belobigt. Er war beim SS- und Polizeiführer Galizien Referent für Judenangelegenheiten und hat als solcher den Arbeitseinsatz der Juden und sonstigen Zwangshäftlinge geleitet. Ab August 1944 wurde er bei Sonderstab „Venus“ in Grybow eingesetzt. Ab 28. Februar 1945 war er in dem Aufbau der Organisation Werwolf in Danzig beteiligt.
Nach dem Krieg arbeitete Löhnert als Kaufmann und Vertreter. Im Jahre 1947 wurde er festgenommen und bis Juli 1948 interniert. Löhnerts Auslieferung nach Polen wurde abgelehnt. Von August 1960 bis Dezember 1965 und von Oktober 1966 bis April 1968 war er in Untersuchungshaft. Am 29. April 1968 wurde er vom Landgericht Stuttgart zu sieben Jahren Haft verurteilt. Die Untersuchungshaft wurde angerechnet.